# لوكا دانغلو
لوكا دانغلو (بالإيطالية: Luca D'Angelo)‏ هو لاعب كرة قدم ومدرب كرة قدم إيطالي، ولد في 26 يوليو 1971 في بسكارا في إيطاليا. لعب مع نادي ريميني ونادي كييتي كالسيو الرياضي.

## وصلات خارجية
- لوكا دانغلو على موقع قاعدة بيانات كرة القدم.إي يو (الإنجليزية)
- لوكا دانغلو على موقع عالم كرة القدم.نت (الإنجليزية)